# The destruction of the Father
The Destruction of the Father är en installation av Louise Bourgeois från 1974.
Året efter det att Louise Bourgeois far Louis dött 1951, nära 20 år efter moderns död, påbörjade Louise Bourgeois en 30-årig psykoanalys hos Henry Lowenfeld (1900-85) i New York. Hennes man Robert Goldwater dog 1973, och 1974 var hon mogen att göra en installation som blev en uppgörelse med den tyranniska fadern.
Installationen The Destruction of the Father tar upp en hel museisal. Det rum som installationen gestaltar är inrett mjukt, liknar en livmoder och har en inredningsdetaljer med hudfärg, gjorda av gips, latex, trä, tyg och röda lampor. Rummet ger associationer till både en matsal och en sängkammare. Åskådaren kommer in i rummet och får betrakta efterspelet till ett brott, nämligen att barnen till en dominerande far till slut gjort uppror, mördat honom och ätit upp honom:  Installationen har tolkats som en hämnd av barnet Louises på faderns ihållande översitteri och förlöjligande av henne, och den övriga familjen, som barn. och ett reningsbad efter åratal av smärta. Samtidigt finns en dubbelhet i det att Louise Bourgeois ofta samtidigt tagit upp sina känslor av tillgivenhet, beundran och nostalgi för fadern.
| ”                      | Detta verk behandlar inte bara hennes far, men också Freuds teorier om kvinnor. Vad jag förstår, är detta en retort till Freud, som uttrycker att hon inte vill döda sin mor och gifta sig med sin far, hon kanske i verkligheten vill döda sin far. På samma gång skulle önskan att förtära sin far kunna spegla en önskan att för alltid behålla honom hos henne, aldrig tillåta honom att lämna henne eller bedra henne | „ |
| – Sasha Bergstrom-Katz | |   |

Konstverket har också setts som en referens till den romerska myten om Saturnus, enligt vilken Saturnus får berättat att en av hans mäktiga söner kommer att störta honom en dag i framtiden. För att tillse att förutsägelsen inte kommer att infrias, äter Saturnus upp vart och ett av barnen alltefter de föds. I analogi med myten, beskriver Louise Bourgeois sin fars systematiska förstörelse av sina barns karaktärsegenskaper genom att ta kål på deras styrkor och självförtroende.

## Visningar av verket
Verket har visats över åren på bland andra Biennalen i São Paulo 1998, Tate Modern i London 2007-08, och Museum of Contemporary Art i Los Angeles 2008-09.